# 里赫特尔-威列索夫进攻
里赫特尔-威列索夫进攻是國際象棋兵開局的一種，走法為：
1.d4 d5 2.Nc3 Nf6 3.Bg5